# Nové Lublice
Nové Lublice (deutsch Neu Lublitz) ist eine Gemeinde im Okres Opava in der Tschechischen Republik.

## Geographische Lage
Nové Lublice befindet sich am Rande des Naturparkes Moravice am Übergang des Niederen Gesenkes in die Oderberge linksseitig der Moravice. 

## Geschichte
Der Ort ist jünger als das benachbarte Staré Lublice (Alt Lublitz). Die Ersterwähnung stammt aus dem Jahre 1588.
Ab 1938/39 lag Neu Lublitz als selbstständige Gemeinde im Reichsgau Sudetenland, Landkreis Troppau, Regierungsbezirk Troppau. Hier lebten im Jahre 1940 453 Einwohner. Nach Ende des Zweiten Weltkrieges mussten die meisten deutschen Bewohner des Ortes diesen zwangsweise räumen und die Tschechoslowakei für immer verlassen.

## Persönlichkeiten
- Alois Anderka (1825–1886), Politiker, Bürgermeister von Ostrava
- Johann Nepomuk Smolik (1878–1942), römisch-katholischer Geistlicher und Märtyrer